# Russ Savakus
Russell 'Russ' Savakus (Reading (Pennsylvania), 13 mei 1925 - 1984) was een Amerikaanse jazz- en studiomuzikant. Hij speelde contrabass en E-Bass.

## Biografie
Savakus trok met zijn vrouw in de vroege jaren 50 naar New York en speelde daarna bij Les Elgart. In 1957 nam hij met Chet Baker op (Embraceable You, Pacific Jazz). In de jaren 60 werkte hij overwegend als sessiemuzikant en speelde hij mee op opnames van rock-, folk- en jazzmusici als Joan Baez (Farewell, Angelina), Kai Winding (The In Instrumentals),  Bob Dylan ('Like a Rolling Stone' op de LP Highway 61 Revisited, Ian and Sylvia (Early Morning Rain, 1965), Buffy Sainte-Marie (Many a Mile, 1965) Doc Watson (Southbound, 1966), Van Morrison (Brown Eyed Girl, 1967), Louis Armstrong (1967), John Denver (Rhymes & Reasons, (1969) en Don McLean (Don McLean (1972) en Playin’ Favorites, 1973) In de jaren 70 speelde hij met Teo Macero, Eumir Deodato (Whirlwinds, 1974) en Joe Derise (I’ll Remember Suzanne, 1979). In de jazz speelde hij tussen 1953 en 1979 mee op 15 opnamesessies.